# Guido Panciroli
Guido Panciroli (o Pancirolli, Pancirole, Panzirolo), latinizzato come Guidus Panzirolus o Pancirolus (Reggio Emilia, 17 aprile 1523 – Padova, 1º giugno 1599) è stato un giurista e antiquario italiano.

## Biografia
Figlio di Alberto, anch'egli giurista, nacque a Reggio Emilia il 17 aprile 1523. Studiò giurisprudenza a Ferrara, a Bologna, a Padova, dove si laureò in utroque iure il 25 ottobre 1547; ma, già prima della laurea, insegnava istituzioni di diritto romano. Dopo la partenza di Matteo Gribaldi Moffa, gli succedette in una delle cattedre di diritto civile. La sua fama attirò a Padova studenti da tutta Europa. Lasciò Padova nel 1570 per succedere, nell'Università di Torino, ad Aimone Cravetta. L'Oratio habita Taurini de suo adventu (pubblicata a Reggio Emilia nell'ottobre 1883 per nozze) è un documento della dottrina ed eleganza del Panciroli. Tornò a Padova nel 1572: ammalatosi agli occhi, per quanto chiamato a Roma, quale consultore, da due papi, non volle più lasciarla.
Fra i molti eleganti scritti del Panciroli basti ricordare il commentario alle Dignitates utriusque imperii, quattro libri De claris legum interpretibus, pubblicati, dopo la morte dell'autore, dallo zio paterno Ottavio (Venezia 1637; 1655). Questa seconda opera non è scevra di errori, ma è molto ricca e ancor oggi utile, se usata con prudenza. È una storia letteraria, in cui il Panciroli tratta dei giureconsulti romani, della costituzione delle università, dei civilisti e canonisti del Medioevo e dei vescovi giuristi. Insieme a Giacomo Menochio collaborò con l'editore Ziletti alla sua grande compilazione del Tractatus tractatuum (Oceanus iuris).

## Opere

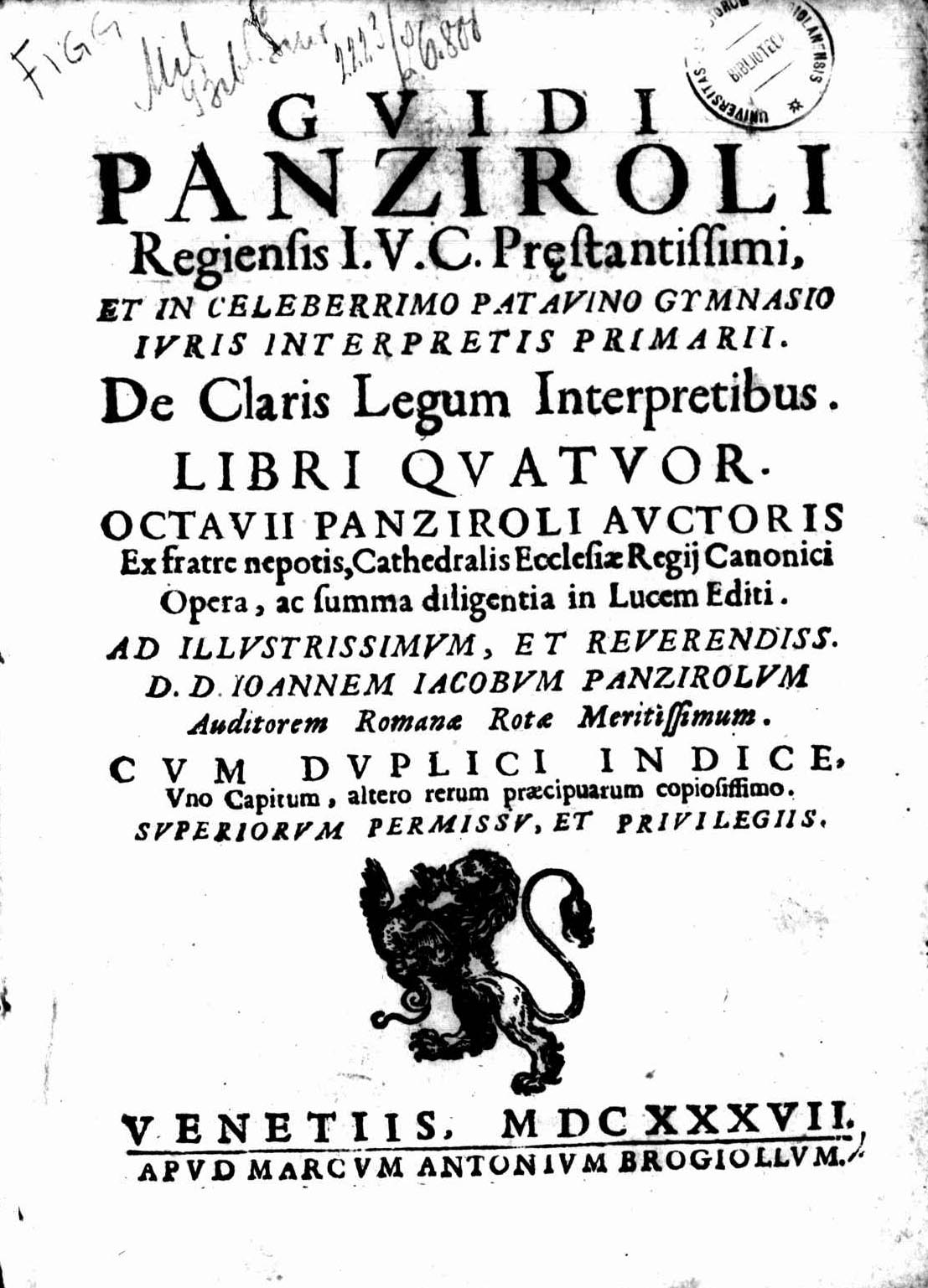
De claris legum interpretibus, 1637

- (LA)  Consiliorum sive responsorum juris D. Guidi Panciroli,... liber primus. Opus... nunc primum in lucem editum..., 1578.
- (LA)  Notitia utraque dignitatum, tum orientis tum occidentis, ultra Arcadii Honoriique tempora, et et in eum Guidi Pancirolli Commentarium, 1602.
  - (FR)  Livre premier des antiquitez perdues, et si au vif représentées par la plume de..., 1617.
- (LA)  De Magistratibus municipalibus & corporibus artificam libellus
- (LA)  De rebus bellicis
- (LA)  De quatuordecim regionibus urbis Romae earumque edificiis, tam publicis quam privatus libellus
- (LA)  Thesaurus varium lectionum utriusque juris in tres libros distributus, ab Hercule ex fratre Nepote in lucem edicus
- (LA) De claris legum interpretibus, Venezia, Marco Antonio Brogiollo, 1637.
- (LA)  Rerum memorabilium libri duae quarum prior deperditatrum, posterior noviter inventarum est, ex Italico Latine redditi et notis illustrati ab Henrico Salmuth
- (LA)  Stimuli virtutum adolescentiae Chritinaea dicati ex Italico B. Guil. Baldefano Latine facti

### Manoscritti

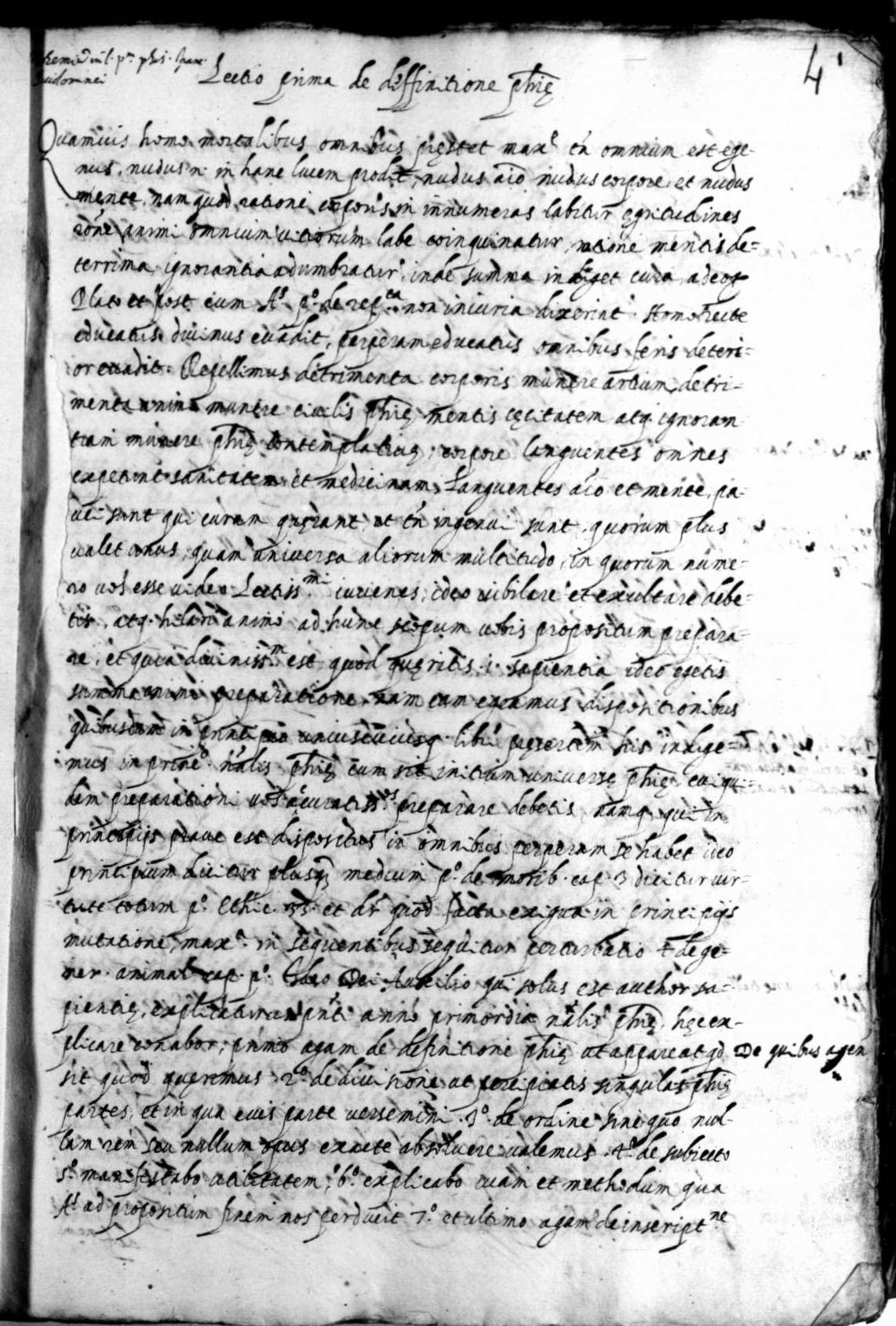
De auctoritate veterum instrumentorum et actorum, manoscritto, XVII secolo.

- De auctoritate veterum instrumentorum et actorum, XVII secolo, Milano, Biblioteca Ambrosiana, Fondo manoscritti, ms. S 95 sup.,  ff. 427r-431v.